# Східна Фракія
41°09′13″ пн. ш. 27°22′00″ сх. д. / 41.15361111° пн. ш. 27.36666667° сх. д.

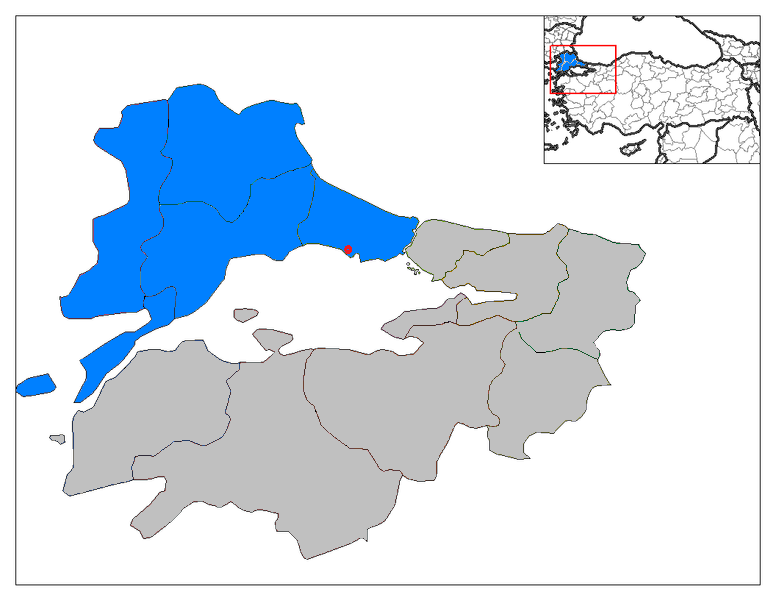
Східна Фракія

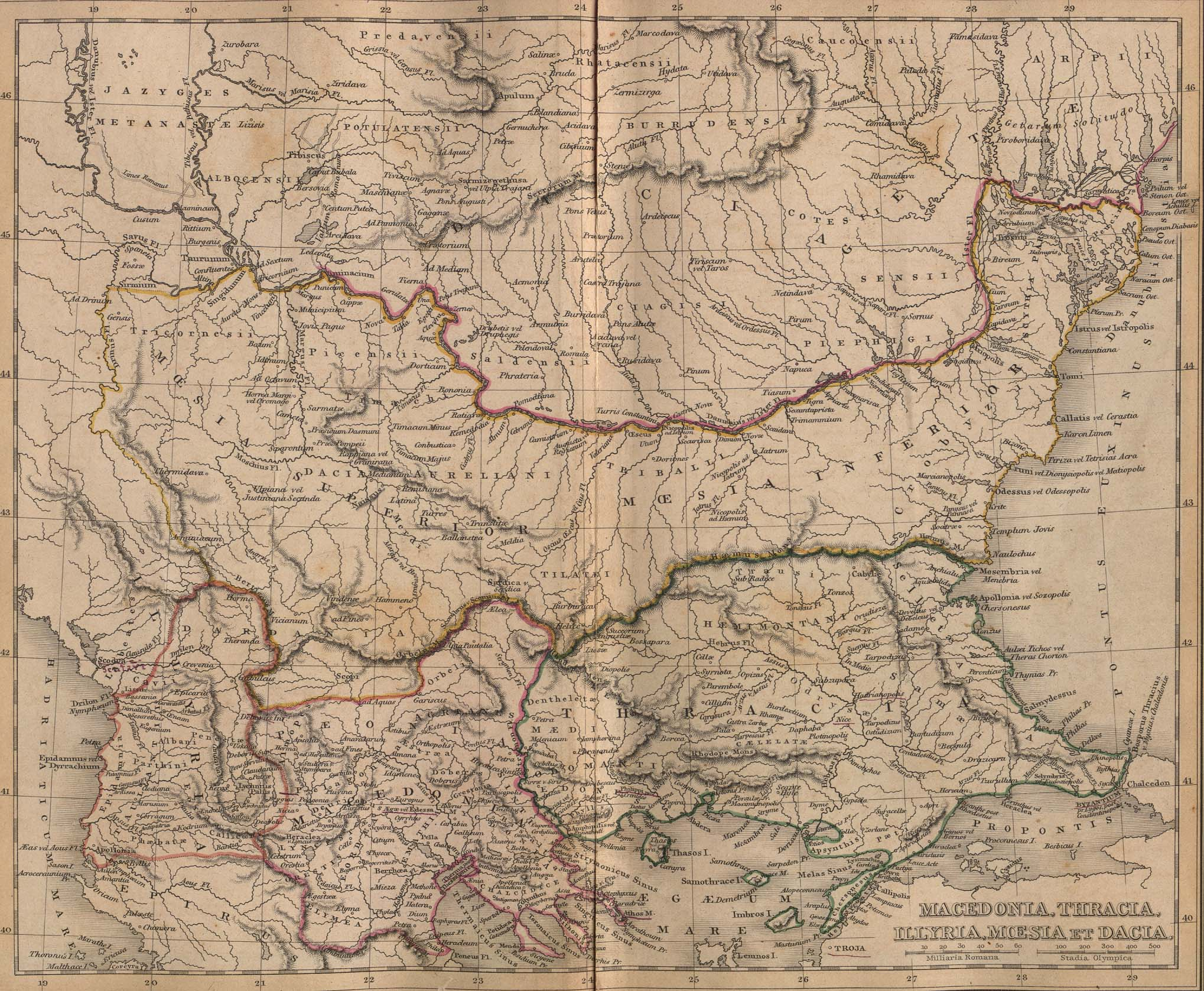
Історична Фракія і сусідні території — Македонія, Іллірія, Мезія і Дакія — карта з атласу Alexander G. Findlay Classical Atlas to Illustrate Ancient Geography, New York, 1849

Східна Фракія (Тракія) або Одринська Фракія (Тракія) (тур. Doğu Trakya — Доуу Трак'я, грец. Ανατολική Θράκη — Анатолікі тракі, болг. Източна Тракия) — східна частина великої історико-культурної області Фракія, що за Бухарестським мирним договором 1913 року залишилася у складі Османської імперії. Пізніше вказане становище було порушене Грецією у 1919—1922 роках (див. Севрський мирний договір), і остаточно передана вже новій Турецькій республіці (див. Лозаннський мирний договір (1923)). Західна Фракія відійшла до Греції, а Північна, відома як Румелія, стала частиною Болгарії. На початок ХХІ сторіччя Східна Фракія становить єдине європейське володіння Туреччини, яке складає приблизно 5 % площі держави. На території Східної Фракії розташовані такі турецькі іли: Киркларелі (центр Киркларелі або Лозенград), Текірдаг (центр Текірдаг або Родосто) і Едірне (центр Едірне або Одрин (Адріанополь)), а також європейські частини вілайєтів Стамбул та Чанаккале, включаючи острів Гекчеада (раніше Імброс).
| Провінція                               | Площа (км²) | Населення (2000, перепис) | Щільність населення (на км²) |
| --------------------------------------- | ----------- | ------------------------- | ---------------------------- |
| Райони раніше у складі вілайєта Едірне: |             |                           |                              |
| Едірне                                  | 6241        | 402 606                   | 64,5                         |
| Киркларелі                              | 6550        | 328 461                   | 50,1                         |
| Текірдаг                                | 6218        | 623 591                   | 95,2                         |
| Усього                                  | 19 009      | 1 354 658                 | 71,2                         |
| Стамбул (Європейська частина)           |             | 6 541 593                 |                              |
| Чанаккале (Європейська частина)         |             | 65 030                    |                              |
| Усього                                  | 23 764      | 7 920 015                 |                              |

## Населення

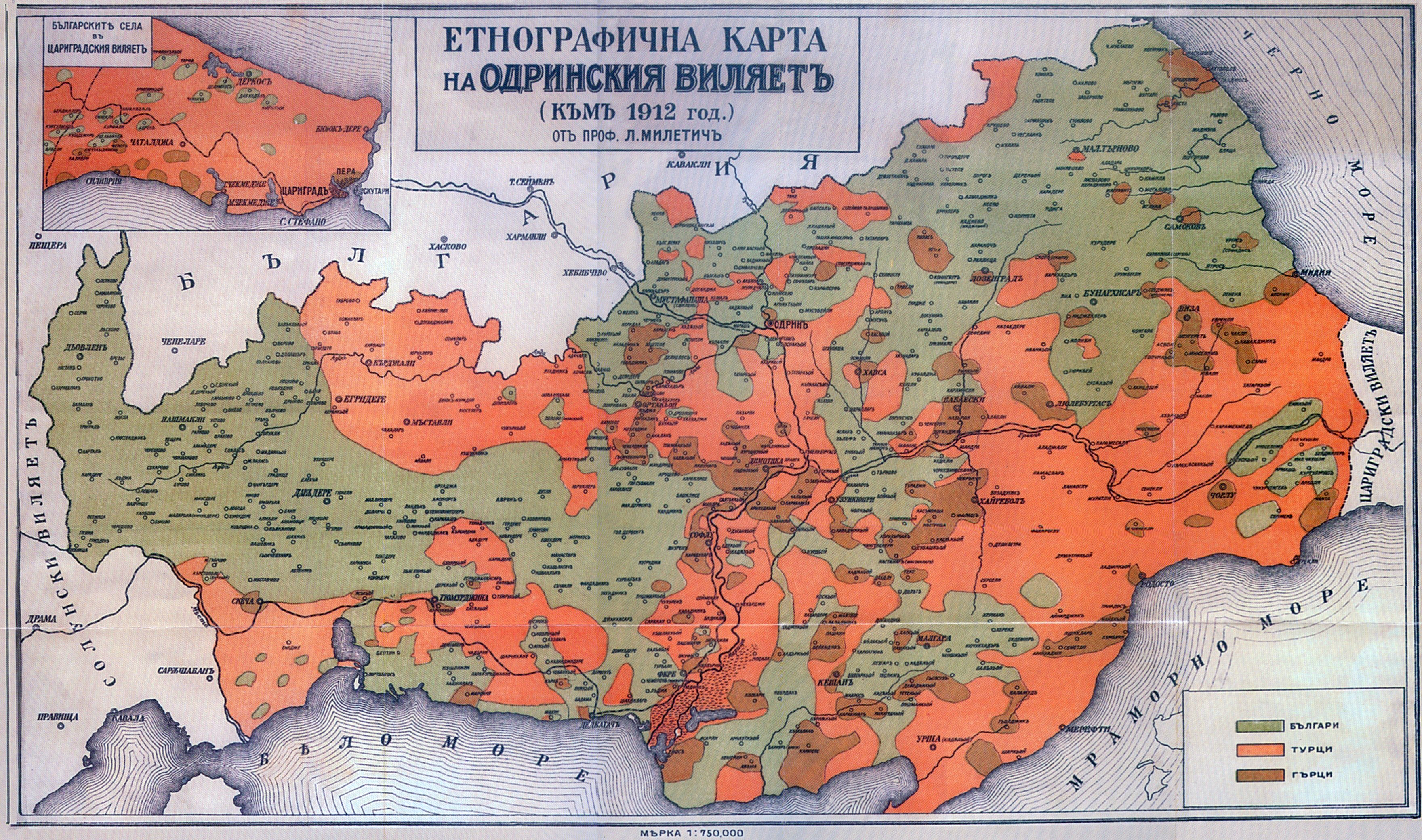
Етнографічна карта Східної та Західної Фракії 1912 рік.

Населення Східної Фракії, як і Фракії в цілому, у період Середньовіччя було греко-слов'янським, хоча з кінця VII сторіччя грецький вплив у регіоні поступово ставав слабшим. За таких умов слов'яни почали переважати майже в усіх внутрішніх районах області та складати значну частку населення міст, зокрема Одрина (Адріанополя).
Вже після Четвертого хрестового походу 1204 року болгари стають основною етнічною групою регіону. Після нашестя у Фракію в XIV—XV сторіччях турків-османів на етнічний склад населення області нашаровувався тюркський елемент, що дедалі більше зростав за рахунок асиміляції місцевих греків та частково болгар. Сьогодні населення Східної Фракії репрезентоване майже виключно турками. У регіоні також наявна незначна циганська громада. При цьому тюрко-мусульманські меншини зберігаються і в сусідніх районах Болгарії та Греції.